# Griekenland op de Olympische Zomerspelen 1920
Griekenland nam deel aan de Olympische Zomerspelen 1920 in Antwerpen, België. Er werd slechts één medaille gewonnen.

## Medailleoverzicht
| Sport       | Olympiër                                                                                       | Discipline               | Medaille |
| ----------- | ---------------------------------------------------------------------------------------------- | ------------------------ | -------- |
| Schietsport | Alexandros Theofilakis Ioannis Theofilakis Georgios Moraitinis Georgios Vaphiadis Iason Zappas | 30m militair pistool (m) | Zilver   |

## Deelnemers en resultaten

### Atletiek
| Olympiër                | Discipline             | Resultaat | Prestatie                     |
| ----------------------- | ---------------------- | --------- | ----------------------------- |
| Dimitrios Karabatis     | 100m (m)               | series    | serie 9: 4de                  |
| Dimitrios Karabatis     | 200m (m)               | series    | serie 7: 3de in 24,2          |
| Alexandros Kranis       | 5000m (m)              | series    | serie 3: 6de                  |
| Panagiotis Retelas      | 5000m (m)              | DNF       | serie 1: niet gefinisht       |
| Alexandros Kranis       | 10000m (m)             | series    | serie 3: 7de                  |
| Dimitrios Andromidas    | 110m horden (m)        | series    | serie 3: 5de                  |
| Iraklis Sakellaropoulos | marathon (m)           | 32e       | 3:14.25,0                     |
| Panagiotis Trivoulidas  | marathon (m)           | DNF       | niet gefinisht                |
| Menelaos Ponireas       | hink-stap-springen (m) | 18e       | kwalificatie: 18de met 12,60m |
| Dimitrios Andromidas    | hoogspringen (m)       | 16e       | kwalificatie: 16de met 1,65m  |
| Dimitrios Andromidas    | vijfkamp (m)           | DNF       | niet gefinisht                |
| Konstantinos Roubesis   | vijfkamp (m)           | DNF       | niet gefinisht                |
| Dimitrios Andromidas    | tienkamp (m)           | DNF       | niet gefinisht                |
| Apostolos Nikolaidis    | tienkamp (m)           | DNF       | niet gefinisht                |
| Alexandros Kranis       | veldlopen (m)          | 38e       |                               |
| Panagiotis Trivoulidas  | veldlopen (m)          | 39e       |                               |

### Gewichtheffen
| Olympiër          | Discipline  | Resultaat | Prestatie |
| ----------------- | ----------- | --------- | --------- |
| Evangelos Menexis | -67,5kg (m) | 10e       | 205kg     |

### Schermen
| Olympiër           | Discipline | Resultaat | Prestatie                                                                                 |
| ------------------ | ---------- | --------- | ----------------------------------------------------------------------------------------- |
| S. Antonidas       | degen (m)  | 36e       | 1ste ronde groep A: 5de met 4 overwinningen kwartfinale groep C: 11de met 3 overwinningen |
| Evangelos Skotidas | degen (m)  | 25e       | 1ste ronde groep B: 2de met 4 overwinningen kwartfinale groep C: 7de met 5 overwinningen  |
| Vasilios Zarkadis  | degen (m)  | 74e       | 1ste ronde groep E: 8ste met 1 overwinning                                                |
| Evangelos Skotidas | sabel (m)  | 24e       | 1ste ronde groep D: 5de met 3 overwinningen                                               |
| Vasilios Zarkadis  | sabel (m)  | 22e       | 1ste ronde groep E: 5de met 4 overwinningen                                               |

### Schietsport
| Olympiër                                                                                                   | Discipline                                | Resultaat | Prestatie   |
| --- | ----------------------------------------- | --------- | ----------- |
| Alexandros Vrasivanopoulos Georgios Moraitinis Iason Sappas Alexandros Theofilakis Ioannis Theofilakis     | 30m militair pistool team (m)             | Zilver    | 1285 punten |
| Iason Sappas                                                                                               | 50m vrij pistool (m)                      | 8e        | 464 punten  |
| Ioannis Theofilakis                                                                                        | 50m vrij pistool (m)                      | 10e       | 462 punten  |
| Alexandros Vrasivanopoulos Georgios Moraitinis Iason Sappas Alexandros Theofilakis Ioannis Theofilakis     | 50m vrij pistool team (m)                 | 4e        | 2240 punten |
| Konstantinos Kefalas                                                                                       | 50m geweer (m)                            | onbekend  |             |
| Emmanouil Peristerakis                                                                                     | 50m geweer (m)                            | onbekend  |             |
| Ioannis Theofilakis                                                                                        | 50m geweer (m)                            | onbekend  |             |
| Andreas Vikhos                                                                                             | 50m geweer (m)                            | onbekend  |             |
| Vasileios Xylinakis                                                                                        | 50m geweer (m)                            | onbekend  |             |
| Konstantinos Kefalas Emmanouil Peristerakis Ioannis Theofilakis Andreas Vikhos Vasileios Xylinakis         | 50m geweer team (m)                       | 10e       | 1727 punten |
| Alexandros Vrasivanopoulos Alexandros Theofilakis Ioannis Theofilakis Georgios Moraitinis Iason Sappas     | 300m vrij geweer 3 posities team (m)      | 13e       | 3910 punten |
| Andreas Vikhos Ioannis Theofilakis Alexandros Theofilakis Konstantinos Kefalas Emmanouil Peristerakis      | 300m militair geweer liggend team (m)     | 11e       | 270 punten  |
| Andreas Vikhos Ioannis Theofilakis Konstantinos Kefalas Vasileios Xylinakis Emmanouil Peristerakis         | 300m militair geweer staand team (m)      | 13e       | 209 punten  |
| Ioannis Theofilakis                                                                                        | 600m militair geweer liggend (m)          | 4e        | 59 punten   |
| Andreas Vikhos Ioannis Theofilakis Alexandros Theofilakis Konstantinos Kefalas Emmanouil Peristerakis      | 600m militair geweer liggend team (m)     | 7e        | 270 punten  |
| Ioannis Theofilakis Alexandros Theofilakis Konstantinos Kefalas Vasileios Xylinakis Emmanouil Peristerakis | 300+600m militair geweer liggend team (m) | 7e        | 553 punten  |

### Tennis
| Olympiër           | Discipline    | Resultaat | Prestatie                                                              |
| ------------------ | ------------- | --------- | ---------------------------------------------------------------------- |
| Augustos Zerlendis | enkelspel (m) | 17e       | 1ste ronde: vrij 2de ronde: V van GBR Lowe: 12-14, 10-8, 7-5, 4-6, 4-6 |

### Waterpolo
| Olympiër | Discipline | Resultaat | Prestatie |
| --- | ---------- | --------- | --- |
| Pantelis Psykhas Andreas Asimakopoulos Georgios Pilavakhis Konstantinos Nikolopoulos Mikes Tsamis Aristidis Rousias Savvas Mavridis Dionysios Vasilopoulos Nikolaos Baltatzis-Mavrokordatos | mannen     | 5e        | 1ste ronde: V van Verenigde Staten: 0-7 bronzen kwartfinale: W van Italië: 5-1 bronzen halve finale: V van Verenigde Staten: 0-7 |

### Worstelen
| Olympiër           | Discipline  | Resultaat   | Prestatie                                                  |
| Vrije stijl        | Vrije stijl | Vrije stijl | Vrije stijl                                                |
| ------------------ | ----------- | ----------- | ---------------------------------------------------------- |
| Ioannis Dialetis   | -54kg (m)   | 9e          | 1ste ronde: V van USA Ackerly                              |
| Dimitrios Vergos   | -69kg (m)   | 9e          | 1ste ronde: vrij 2de ronde: V van SWE Brogström            |
| Grieks-Romeins     |             |             |                                                            |
| Ioannis Dialetis   | -60kg (m)   | 17e         | 1ste ronde: V van USA Brian                                |
| Sotirios Notaris   | -75kg (m)   | 13e         | 1ste ronde: W van EST Müller 2de ronde: V van NOR Stensrud |
| Vasilios Pavlidis  | -67,5kg (m) | 18e         | 1ste ronde: V van DEN Frisenfeldt                          |
| Vasilios Vouyoukos | -67,5kg (m) | 12e         | 1ste ronde: vrij 2de ronde: V van USA Metropoulos          |
| Dimitrios Vergos   | +82,5kg (m) | 12e         | 1ste ronde: vrij 2de ronde: V van NED Sjouwerman           |

### Voetbal
| Olympiër | Discipline | Resultaat | Prestatie                     |
| --- | ---------- | --------- | ----------------------------- |
| Ioannis Andrianopoulos Theodoros Dimitriou Antonios Fotiadis Agamemnon Gilis Dimitrios Gotis Georgios Kalafatis Nikolaos Kaloudis Georgios Khatziandreou Apostolos Nikolaidis Theodoros Nikolaidis Khristos Peppas Dimitris Demertzis Ioannis Stavropoulos Vassilis Samios Sotiris Despotopoulos Georgio Andrianopoulos | mannen     | 10e       | 1ste ronde: V van Zweden: 0-9 |

Argentinië · Australië · België · Brazilië · Brits-Indië · Canada · Chili · Denemarken · Egypte · Estland · Finland · Frankrijk · Griekenland · Groot-Brittannië · Italië · Japan · Joegoslavië · Luxemburg · Monaco · Nederland · Nieuw-Zeeland · Noorwegen · Portugal · Spanje · Tsjecho-Slowakije · Verenigde Staten · Zuid-Afrika · Zweden · Zwitserland